# شيم كان
شيم كان (بالتركية: Cem Can)‏ هو لاعب كرة قدم تركي، ولد في 1 أبريل 1981 في أنقرة في تركيا. لعب مع أنقرة غوجو وإسطنبول سبور وسيفاسبور وغنتشلربيرليغي وقيصري إيرسيسبور وكايسري سبور.

## وصلات خارجية
- شيم كان على موقع اتحاد تركيا (لاعب) (الإنجليزية)
- شيم كان على موقع عالم كرة القدم.نت (الإنجليزية)